# 臺北廣播電臺
臺北廣播電臺（Taipei Broadcasting Station），簡稱臺北電臺，是中華民國一家公營廣播電台，1961年7月31日開播，隸屬於臺北市政府觀光傳播局。

## 收聽頻率
| 電台名稱                        | 收聽頻率 | 收聽地區   |
| ------------------------------- | -------- | ---------- |
| 臺北電臺                        | FM 93.1  | 大臺北地區 |
| 臺北電臺 喔! 海洋原住民專屬頻道 | AM 1134  | 大臺北地區 |

## 組織架構

### 臺本部
- 臺長
  - 副臺長
    - 秘書

### 業務單位
- 節目課：節目設計、編排、製作、播出、管控等事項。
- 工程課：各項電機器材之裝置操作、修護、保養及節目音控等事項。
- 行政課：一般行政、公共關係、社會服務、文書、研考、財產管理 、庶務、出納、法制、資訊及不屬於其他各課事項。
- 會計室：歲計、會計及統計事項。
- 人事機構：人事管理事項。

## 台史

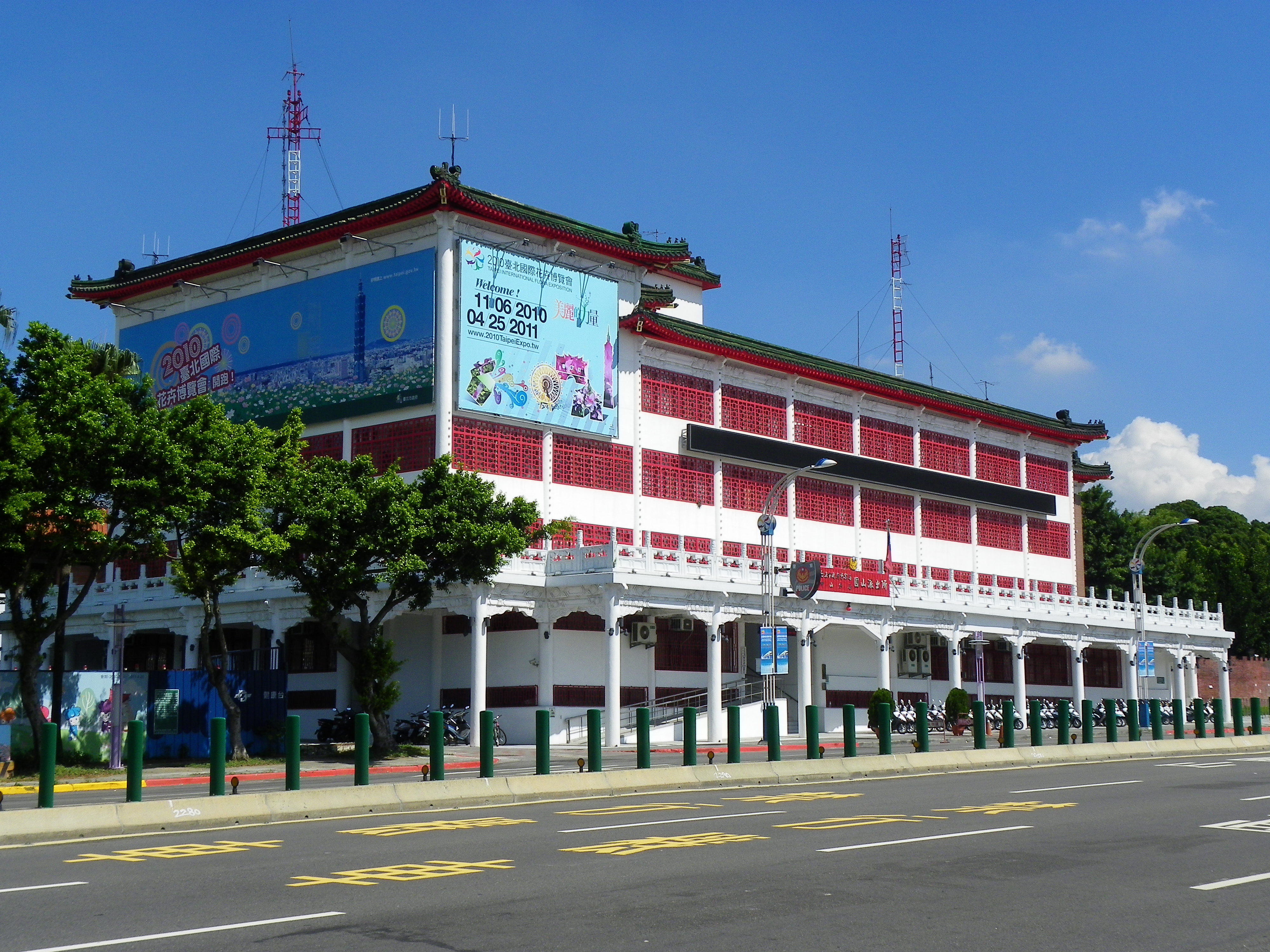
2010年的圓山綜合大樓

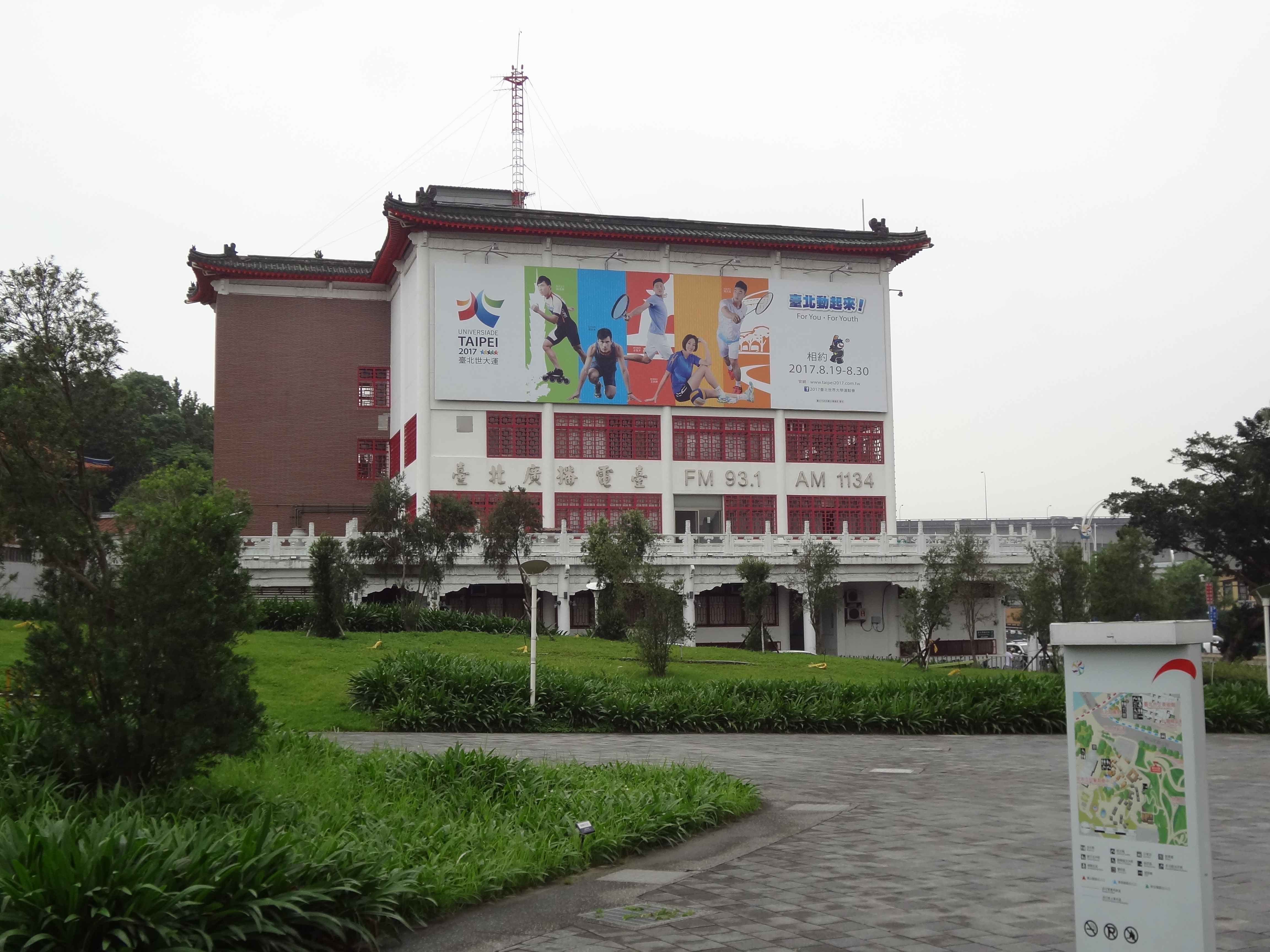
圓山綜合大樓外牆FM93.1招牌

- 民國44年（1955年），行政院以臺北市為戰時中樞及臺灣省政府所在地，基於戰時民防防情廣播及平時市政宣導之需，特令臺北市政府籌撥專款設置廣播站。民國48年（1959年）4月1日，臺北市政府開始籌組天行廣播電台；同年10月31日，天行廣播電台開始對外試播。
- 民國50年（1961年）7月31日，天行廣播電台奉中華民國國防部令，取得國防部核發軍用廣播電台執照，改組成立民防廣播電台並正式開播，隸屬於臺灣警備總司令部，主要業務是防空演習的配合與宣導，台長由臺灣警備總司令部政治作戰部主任兼任，副台長由臺北市政府與臺北市民防指揮部各派1人兼任；首任台長由臺灣警備總司令部政治部主任王超凡兼任。民防廣播電台戰時負責疏散人民、報導敵情及維持治安，平時負責宣導警備、民防業務及報導市政。
- 民國60年（1971年）7月，民防廣播電台遷入「圓山綜合大樓」4樓現址。
- 民國61年（1972年），台北市民防體系改隸台北市政府，民防廣播電台更名為台北市民防廣播電台，直屬台北市政府，台長由台北市政府新聞處（今台北市政府觀光傳播局）處長兼任。
- 民國66年（1977年）8月15日，台北市民防廣播電台更名為台北市市政廣播電台，隸屬台北市政府新聞處，主要業務改為宣導市政建設，設專任台長。
- 民國71年（1982年）1月1日，台北市市政廣播電台奉准增闢調幅1476千赫為第二廣播頻道。
- 民國78年（1989年）8月26日上午9時31分，台北市市長吳伯雄按鈕啟動台北市市政廣播電台調頻台（FM 93.1）開播。
- 民國79年（1990年）4月8日，圓山綜合大樓3樓原臺北市政府警察局少年警察隊辦公室移撥予台北市市政廣播電台使用。
- 民國80年（1991年）1月1日，台北市市政廣播電台改名為臺北廣播電台，台呼定為「臺北電台，永遠愛您」。
- 民國84年（1995年），台北市政府新聞處處長羅文嘉在台北市議會接受議員李慶安質詢時承諾，一年內將台北廣播電台公共化，否則將該台三個頻道繳回；但因設立公共電台無法源依據，羅文嘉並未實現承諾，台北市議會於民國85年（1996年）中將台北廣播電台民國86年（1997年）預算刪為新台幣1元。民國85年11月1日，台北廣播電台停止製播節目及新聞採訪，由台北市政府新聞處派員與熱心義工進駐，改播純音樂性節目以維持頻道營運。
- 民國90年（2001年），台北廣播電台復播。
- 民國94年（2005年）5月5日，臺北廣播電台新闢AM 1134「喔!海洋」臺灣原住民專屬頻道。
- 民國96年（2007年）6月19日，臺北廣播電台調幅台（AM 1134）及調頻台（FM 93.1）播音室改用數位式成音控制機。
- 民國97年（2008年）6月13日，臺北廣播電台調頻台（FM 93.1）採用數位式音質處理器。
- 民國98年（2009年）4月13日，臺北廣播電台調幅台（AM 1134）採用數位式音質處理器。
- 民國100年（2011年）7月31日，臺北廣播電台於大安森林公園舉辦《走過歲月風華的蛻變－臺北廣播電臺五十週年慶》夏日感恩演唱會。
- 民國106年（2017年）8月21日至9月1日，《公民總主筆》暫停播出，原時段（18:00～19:00）改播《2017臺北世大運特別報導》。

## 外部連結
- 臺北廣播電臺 （页面存档备份，存于）
- 臺北廣播電臺的Facebook專頁